# Merkur (Berg)
Merkur oder Großer Staufenberg ist ein 669 m ü. NHN hoher Berg im nördlichen Schwarzwald auf der Gemarkung der Städte Baden-Baden und Gernsbach. Er gilt als Hausberg von Baden-Baden. Die Merkurbergbahn, eine Standseilbahn, führt von Baden-Baden auf den Merkur. Auf seinem Gipfel steht der Merkurturm, ein Aussichts- und Sendeturm.

## Name
Der Berg ist benannt nach dem altrömischen Gott des Handels und Gewerbes Mercurius, dem ein auf dem Gipfel gefundener römischer Votivstein geweiht ist. Der Merkurstein ist seit dem 16. Jahrhundert bezeugt. Ein Abguss des Weihesteins kann heute auf dem Gipfelplateau besichtigt werden, das Original befindet sich in den Stadtgeschichtlichen Sammlungen. Der ursprüngliche Name des freistehenden Bergkegels lautet Großer Staufenberg, eine Anspielung auf die Form eines umgedrehten Trinkbechers (Stauf).

## Geologie
Der Merkur und der südlich benachbarte Kleine Staufenberg (623,4 m) sind aus mehreren Schichten von Sedimentgesteinen aufgebaut. Aufsteigend vom Stadtgebiet Baden-Baden findet man zunächst Ablagerungen bzw. Konglomerate aus dem Rotliegenden. Da es sich bei den darin eingeschlossenen größeren Steinen um vulkanische Gesteine (Quarzporphyr) handelt, erhielten die Gesteine den Fachausdruck Porphyrkonglomerat. Oberhalb des Rotliegenden findet man Buntsandstein, zunächst Unteren Buntsandstein und in höheren Lagen Mittleren Buntsandstein.
In den vielen Millionen Jahren bis vor etwa 60 Millionen Jahre wurden noch viele weitere Gesteinsschichten abgelagert. Seit 60 Millionen Jahren hebt sich der Schwarzwald bzw. senkt sich der Grabenbruch der Rheinebene. Seitdem wurden die über dem Mittleren Buntsandstein sich befindenden Gesteinsschichten durch Erosion wieder abgetragen. Die Erosion formte die Täler um den Merkur und den Berg selbst, der als Zeugenberg erhalten blieb.
Durch die Entstehung des Schwarzwaldes bildeten sich auch viele Verwerfungen entlang des Grabenrands. Gleich mehrere Spalten gibt es in und um Baden-Baden. Eine dieser Spalten verläuft von Baden-Baden ins Murgtal zwischen Merkur und Battert. Sie ist verantwortlich für die natürlichen heißen Thermalquellen von Baden-Baden. Sie ist unterirdisch so tief und breit, dass große Wassermassen in ihr zirkulieren können und so die Hitze aus dem Erdinnern an die Erdoberfläche transportieren.
Östlich des Kleinen Staufenbergs finden sich 318 bis 299 Millionen Jahre alte Gesteine des Oberkarbon. In dieser Schicht befinden sich oft Kohleflöze. In Müllenbach wurde eine Prospektion auf Uran durchgeführt. Die sicher nachgewiesenen Uranvorkommen betragen 3000 t, der Urangehalt beträgt jedoch nur 0,2 %, so dass ein Abbau nicht wirtschaftlich ist.
Weiter südöstlich von Müllenbach stößt man schließlich auf die Ausläufer des Grundgebirges aus massivem Granit.

## Bergbahn

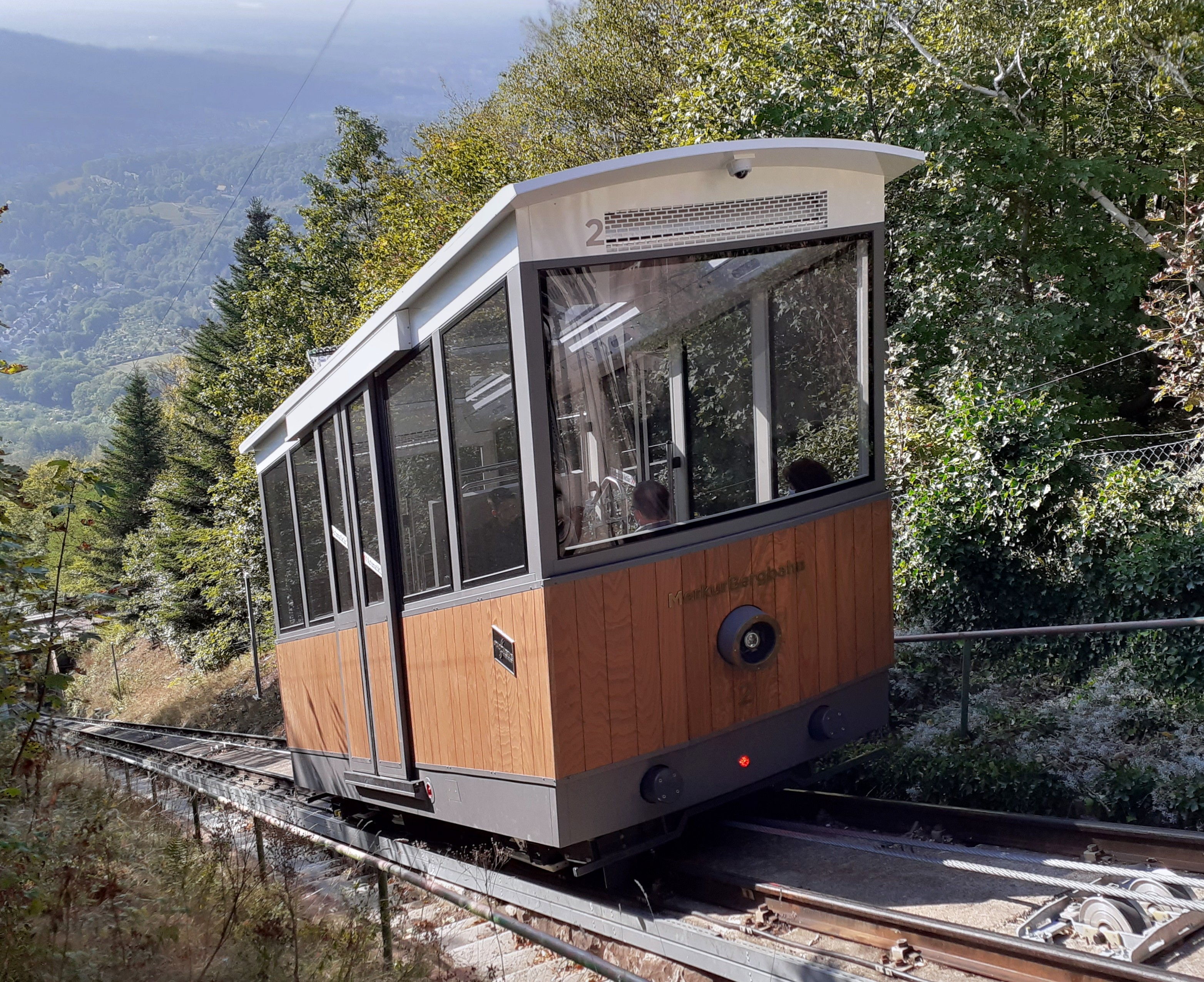
Merkurbergbahn

Der Merkurgipfel ist für Besucher nur zu Fuß, mit dem Fahrrad oder von Baden-Baden aus mit der Merkurbergbahn erreichbar. Die Bergbahn wurde 1913 erbaut, 1967 aus technischen Gründen stillgelegt und 1979 wieder in Betrieb genommen. Mit 1200 Meter Länge ist sie eine der längsten Standseilbahnen Deutschlands. Die Steigung beträgt bis zu 54 %.

## Aussichtsturm

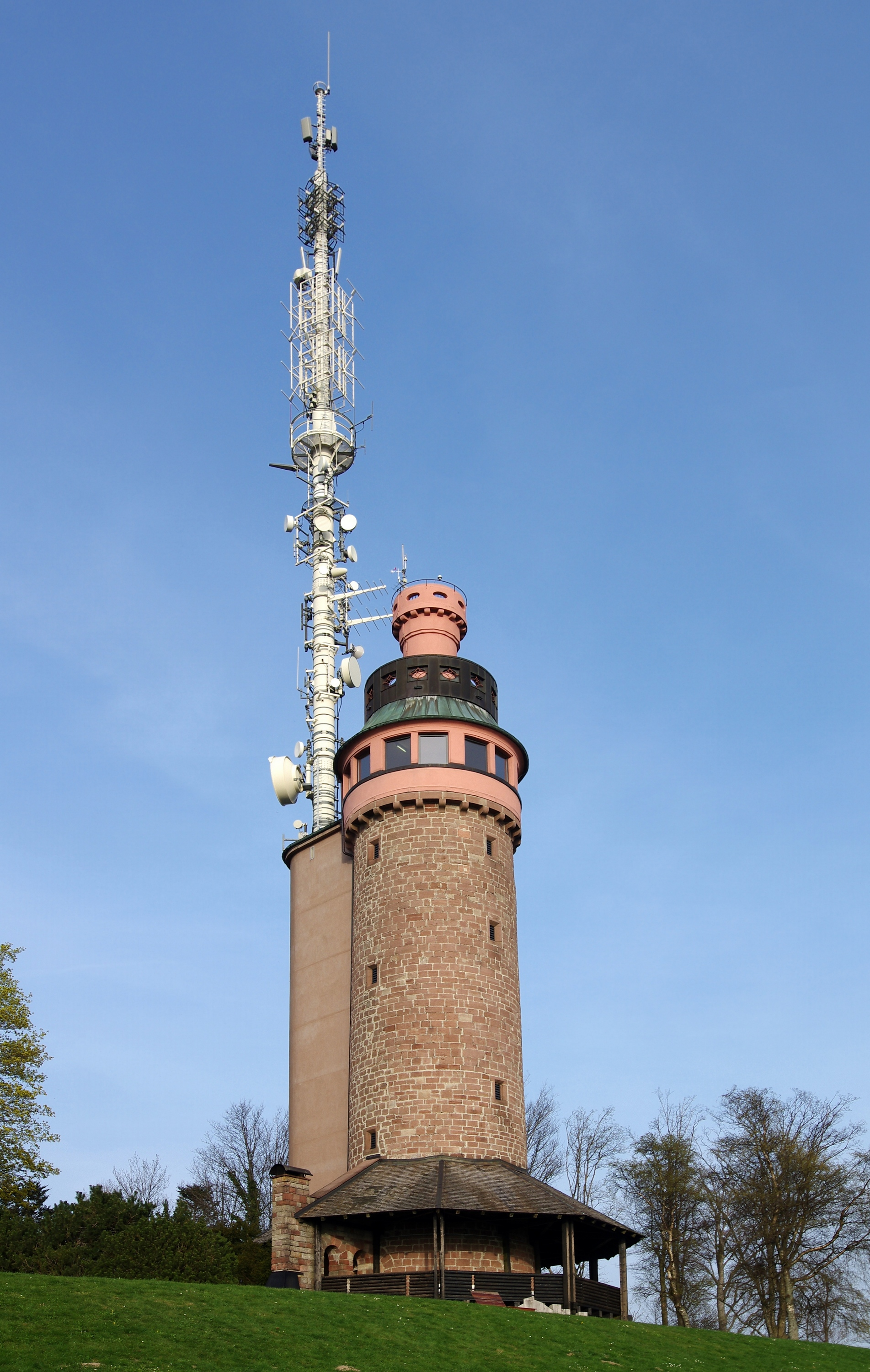
Merkurturm, Sende- und Aussichtsturm

Auf dem höchsten Punkt des Berges befindet sich seit 1837 bei 48° 45′ 52″ N, 8° 16′ 50″ O ein Aussichtsturm, der Merkurturm. Er wurde anlässlich des Bergbahnbaus erhöht und dient seit den 1950er Jahren zusätzlich als Rundfunksender. Auf einem jüngeren Stahlbetonanbau steht ein insgesamt 63 Meter hoher Antennenträger aus Stahlrohr.
Der Berg bietet einen Rundblick nicht nur über den Talkessel von Baden-Baden, die höchsten Berge des Nordschwarzwaldes und das Murgtal mit den Städten Gaggenau und Gernsbach, sondern auch bis in die Oberrheinebene, zu Vogesen, Haardt und Odenwald. Im Blickfeld liegen die Ruine Hohenbaden, die Battertfelsen, die Ruine Alt-Eberstein, der Fremersberg, die Yburg, die Badener Höhe und die Hornisgrinde sowie die Großstädte Karlsruhe und Straßburg.

## Weitere Attraktionen
An der Bergstation befindet sich eine Gaststätte. Als weitere Angebote wurden auf dem Gipfel eine Liegewiese, ein Grillplatz und ein Spielplatz mit Riesenrutsche eingerichtet. Zu Kurzwecken sind so genannte Terrainkurwege unterschiedlicher Länge und Steigung angelegt. Einer dieser Wege führt zum Wildgehege am Fuße des Berges, in welchem Rot-, Dam- und Muffelwild leben. In Halbhöhenlage auf der Baden-Badener Seite am Merkur entlang führt der Premium-Wanderweg Panoramaweg. Der Merkurgipfel ist eine Station der Premium-Wanderwege Gernsbacher Runde und Murgleiter.
Auf dem Berggipfel befinden sich zwei Startplätze für Gleitschirme, einer in westlicher Richtung direkt an der Bergstation der Merkurbergbahn, der andere in nordöstlicher Richtung. Landeplätze sind Wiesen unterhalb der Talstation der Bergbahn in Baden-Baden sowie oberhalb von Gernsbach-Staufenberg an der Bushaltestelle Neuhaus.
2012 eröffnete am Gipfel der geologische Lehrpfad Merkurs Würfel, der verschiedene Gesteinsarten der Baden-Badener Umgebung präsentiert.
An der Talstation, längs der der Bahnstrecke und an der Bergstation wachsen große Rhododendron-Büsche. Sie wurden unter Walter Rieger angepflanzt, dem Baden-Badener Gartenbaudirektor in den 1950er und 1960er Jahren.

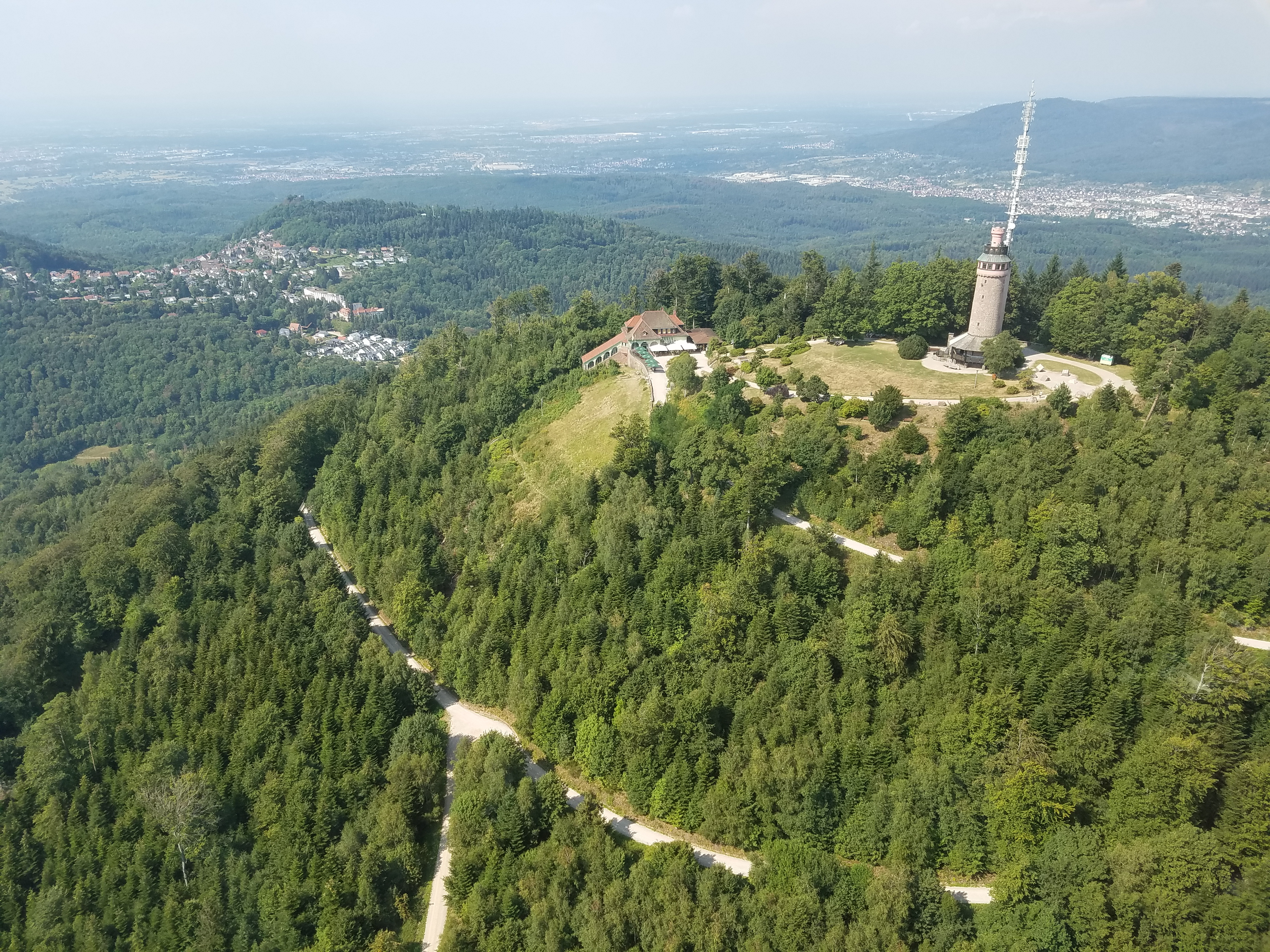
Luftaufnahme vom Merkur mit Blick ins Murgtal
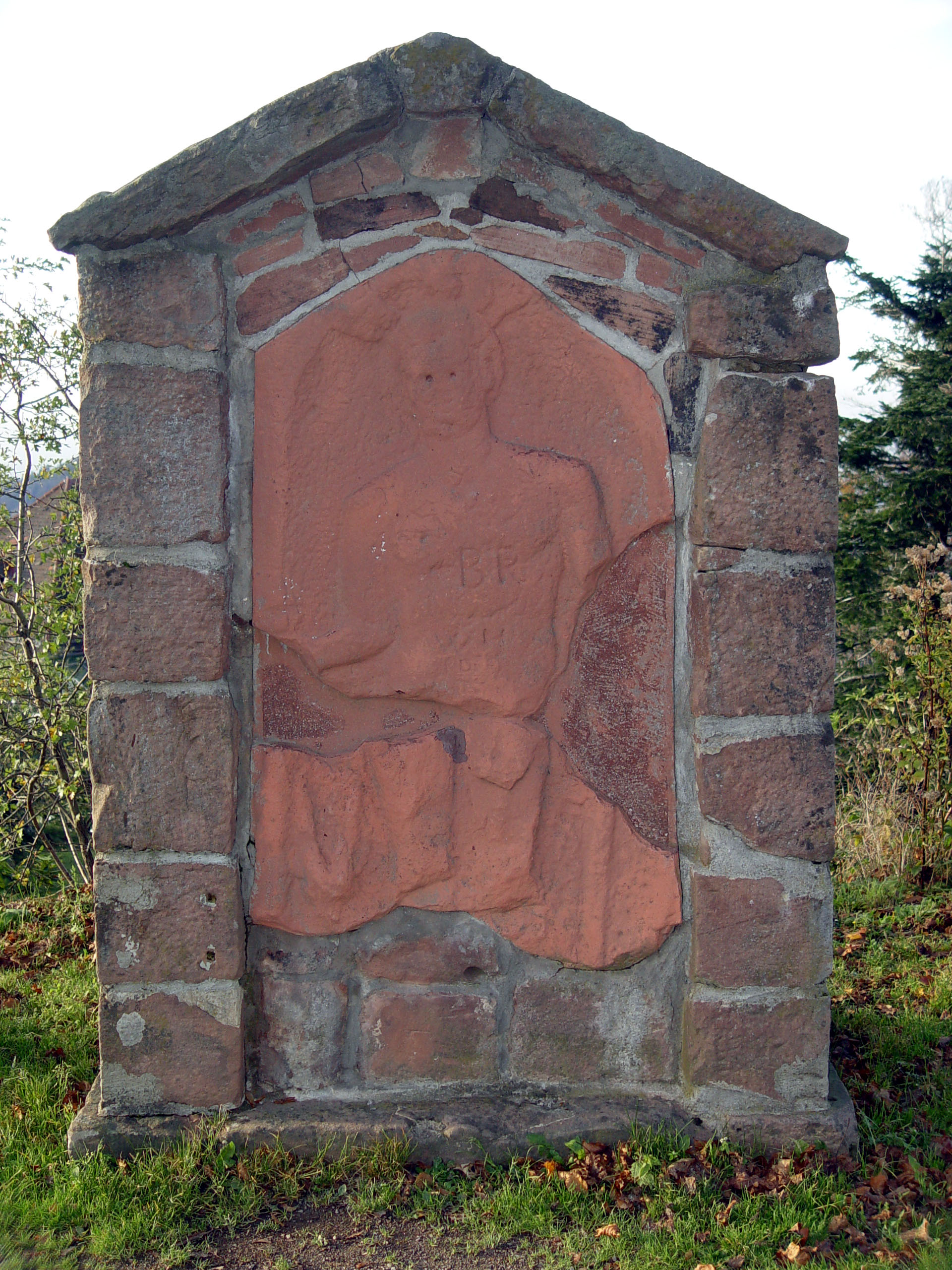
Votivstein des Gottes Mercurius
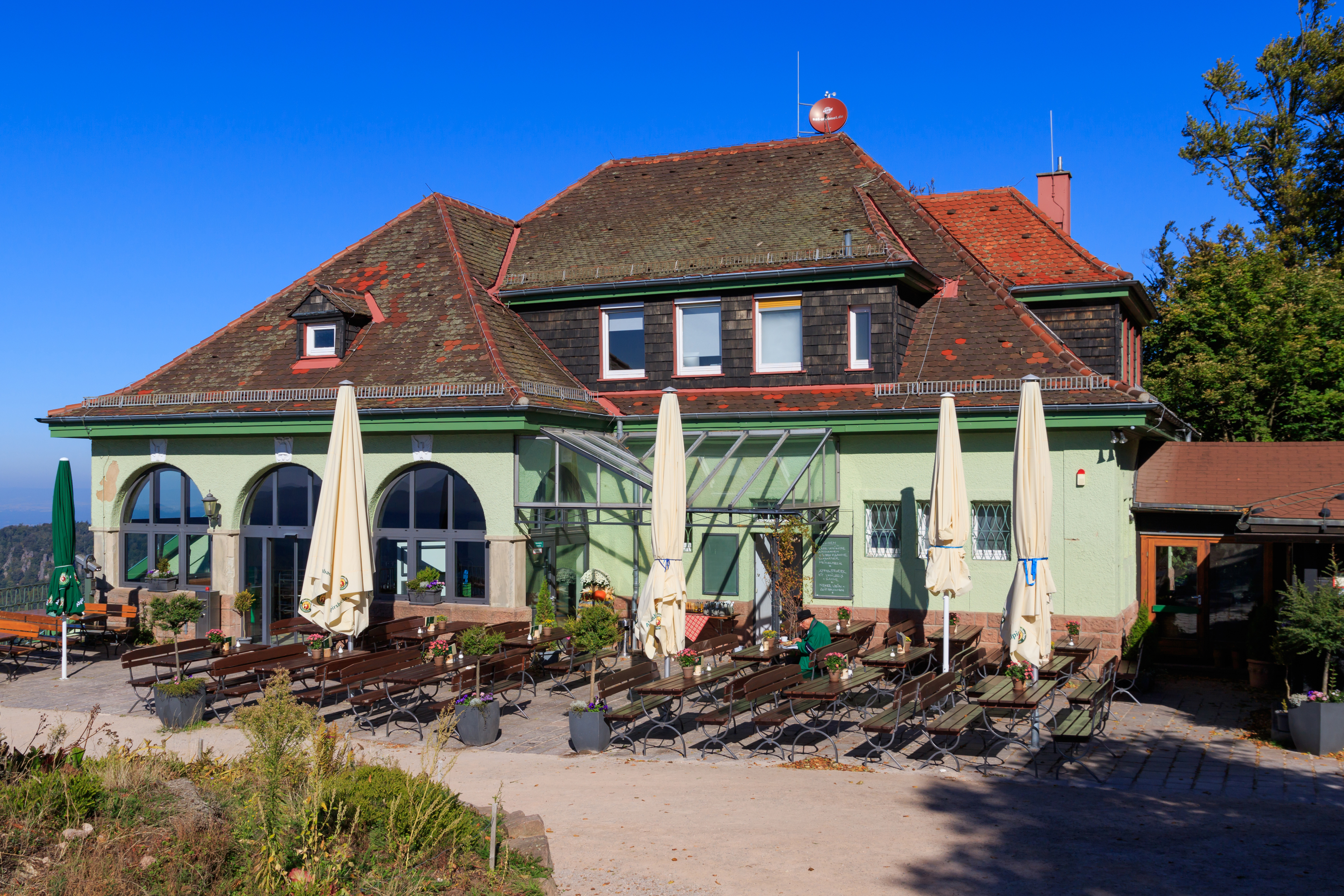
Bergstation der Bahn mit Gaststätte
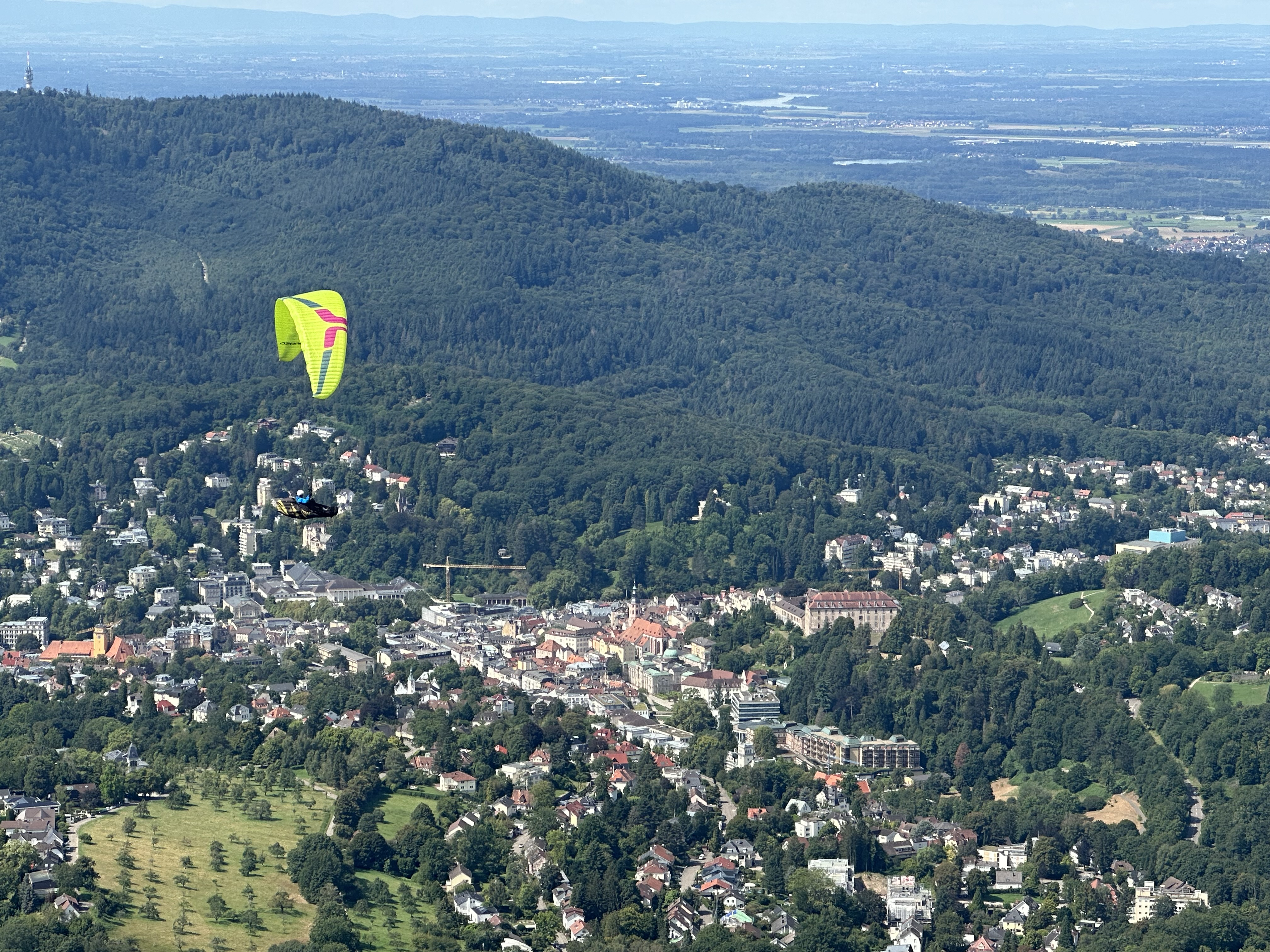
Gleitschirm über Baden-Baden
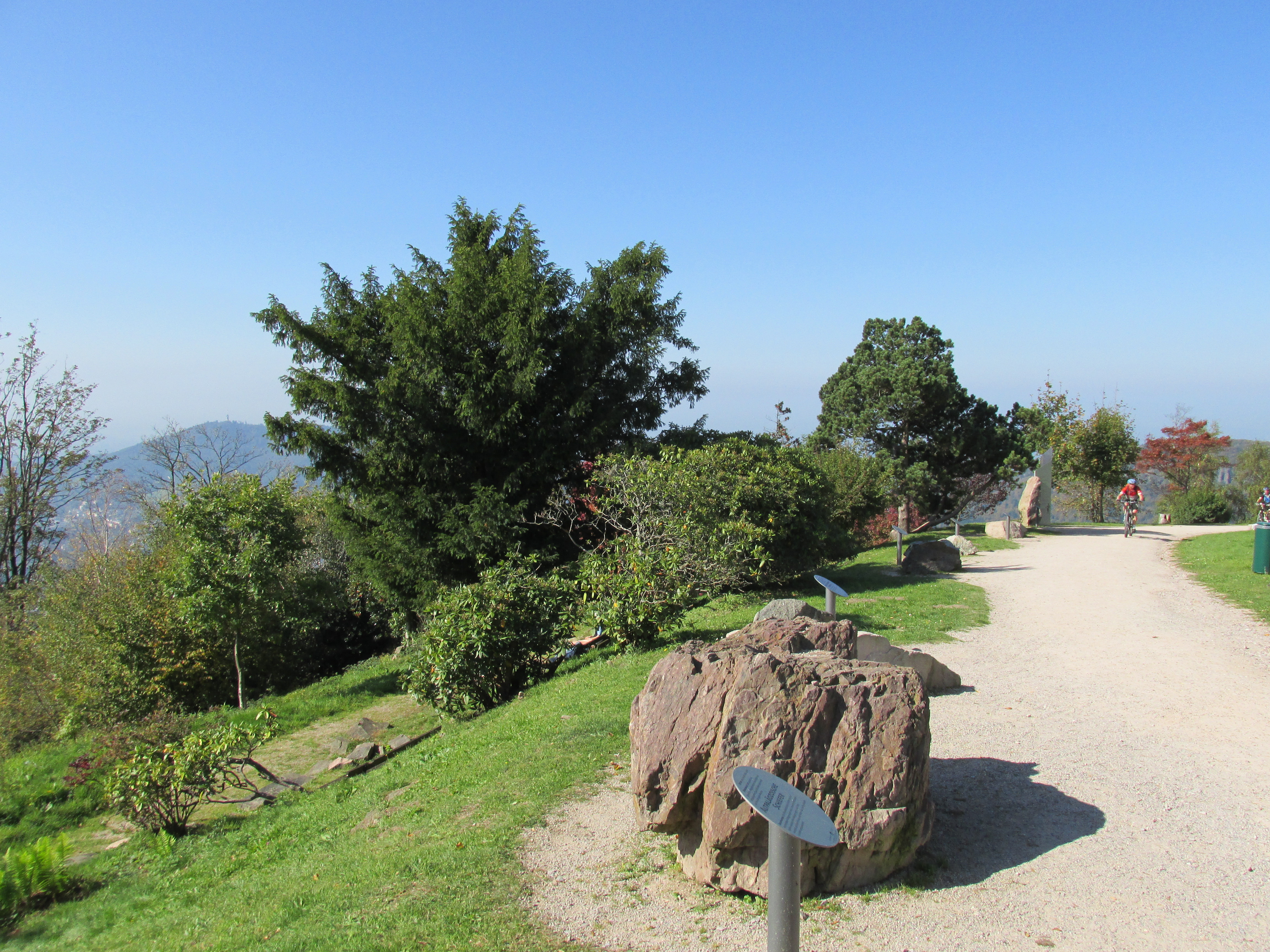
Geologischer Lehrpfad
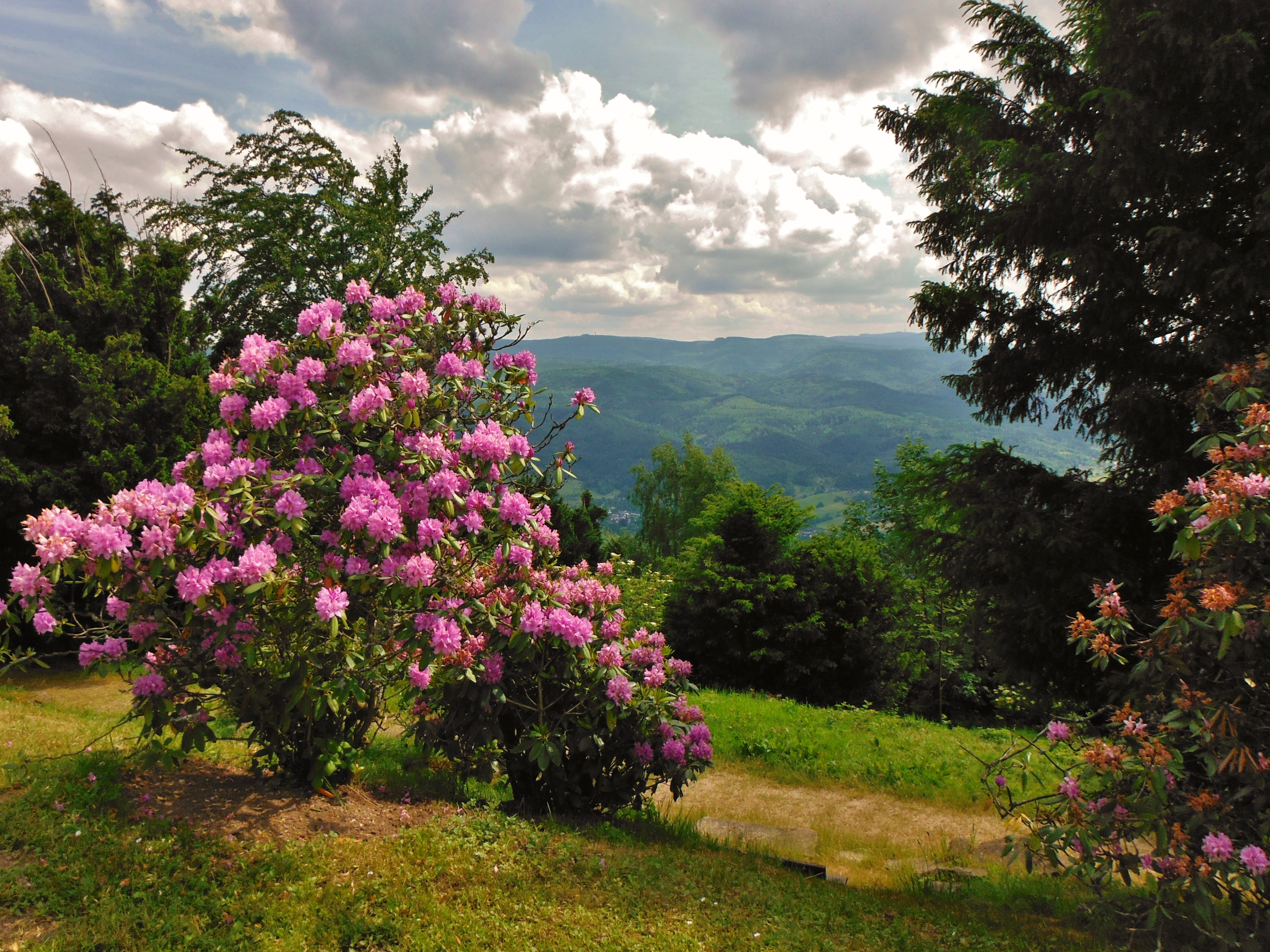
Rhododendronblüte am Merkurgipfel